# Mannophryne herminae
Espèce
Synonymes
- Prostherapis herminae Boettger, 1893

Statut de conservation UICN

 NT  : Quasi menacé
Mannophryne herminae est une espèce d'amphibiens de la famille des Aromobatidae.

## Répartition
Cette espèce est endémique de la cordillère de la Costa au Venezuela. Elle se rencontre de 30 à 1 610 m d'altitude dans les États de La Guaira, de Yaracuy, d'Aragua, de Miranda, de Carabobo et dans le District capitale de Caracas.

## Publication originale
- Boettger, 1893 : Reptilien und Batrachier aus Venezuela. Bericht über die Senckenbergische Naturforschende Gesellschaft in Frankfurt am Main, vol. 1893, p. 35-42 (texte intégral).